# Techelsberg am Wörther See
Techelsberg am Wörther See (slow.: Teholica ob Vrbskem jezeru) ist eine Gemeinde mit 2226 Einwohnern (Stand 1. Jänner 2024) im Bezirk Klagenfurt-Land in Österreich, im Bundesland Kärnten.

## Geographie
Das Gemeindegebiet von Techelsberg reicht über den Südhang der Ossiacher Tauern bis zum Nordufer des Wörthersees. Mit dem Forstsee zählt ein weiterer See zum Gemeindegebiet.

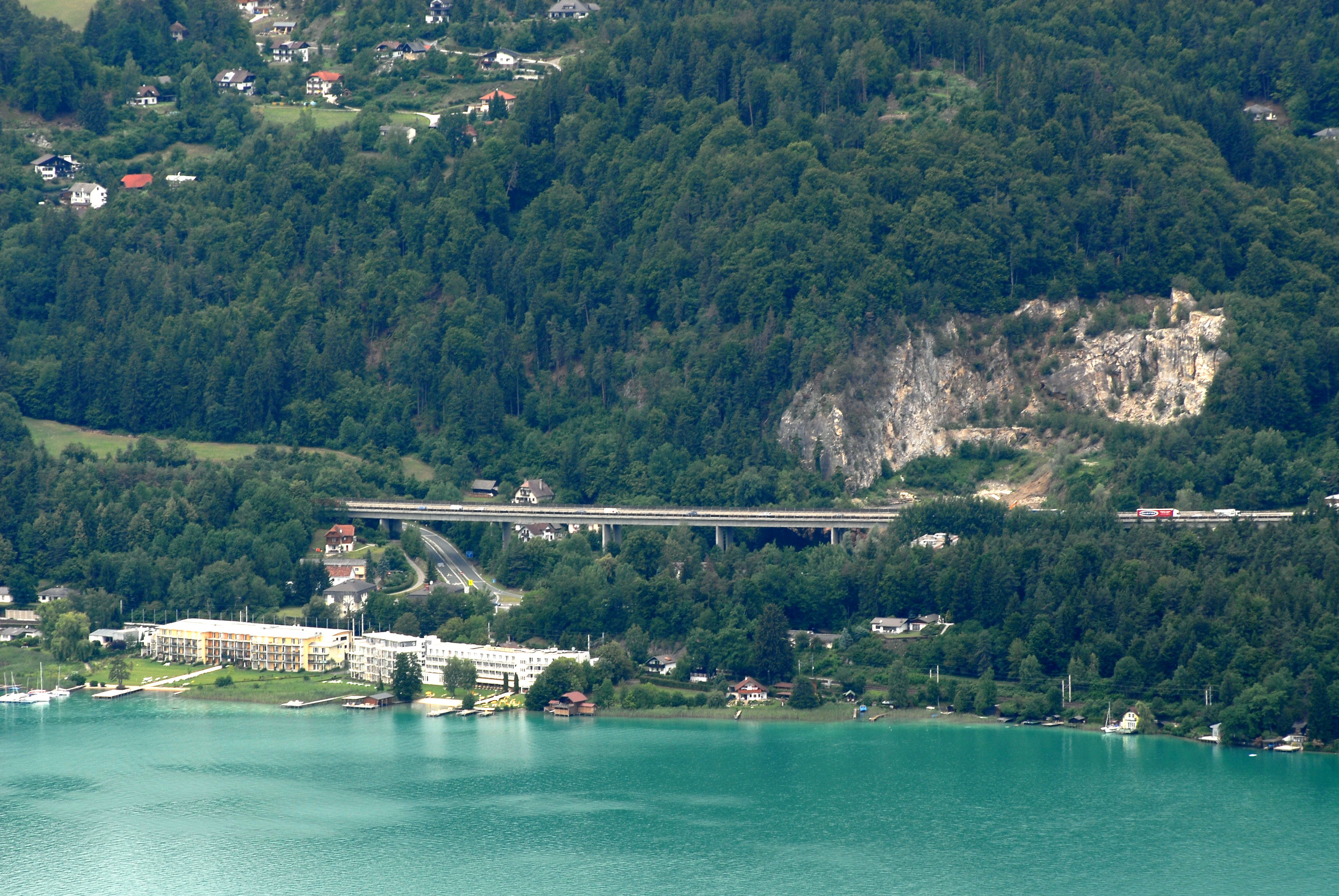
Töschling am Wörthersee mit Autobahn und Marmorsteinbruch

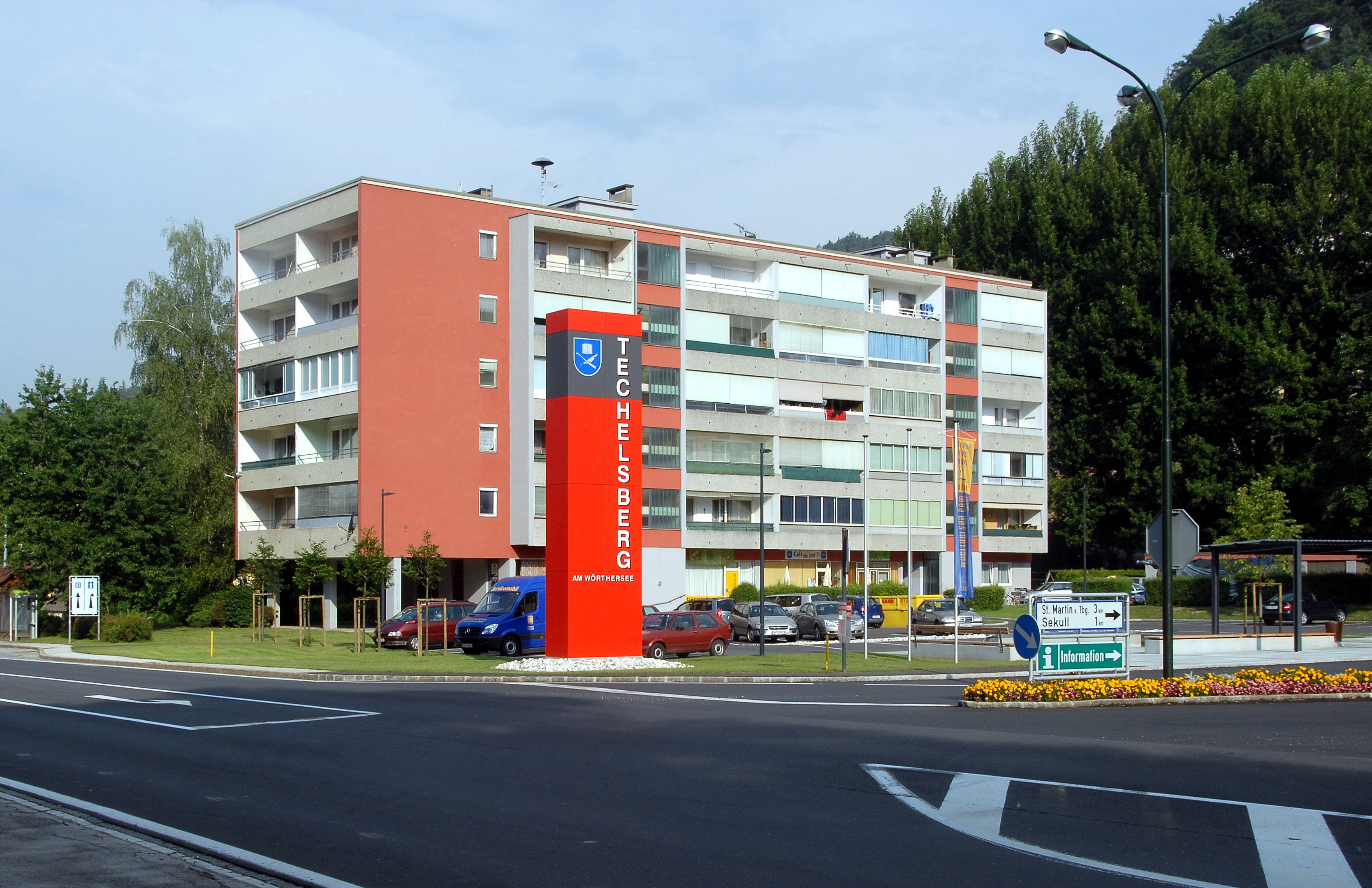
Hauptplatz in Töschling

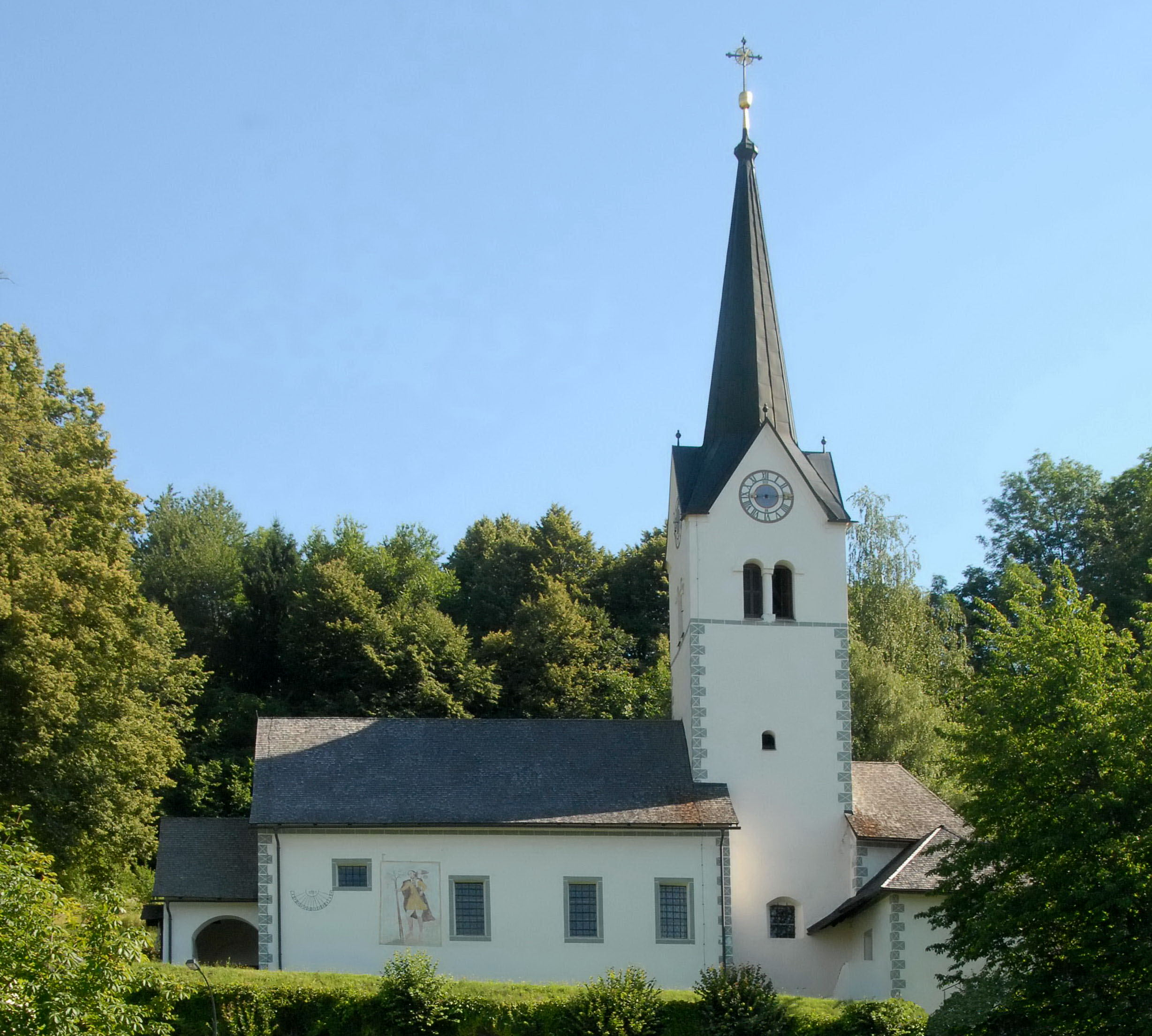
Pfarrkirche St. Martin am Techelsberg

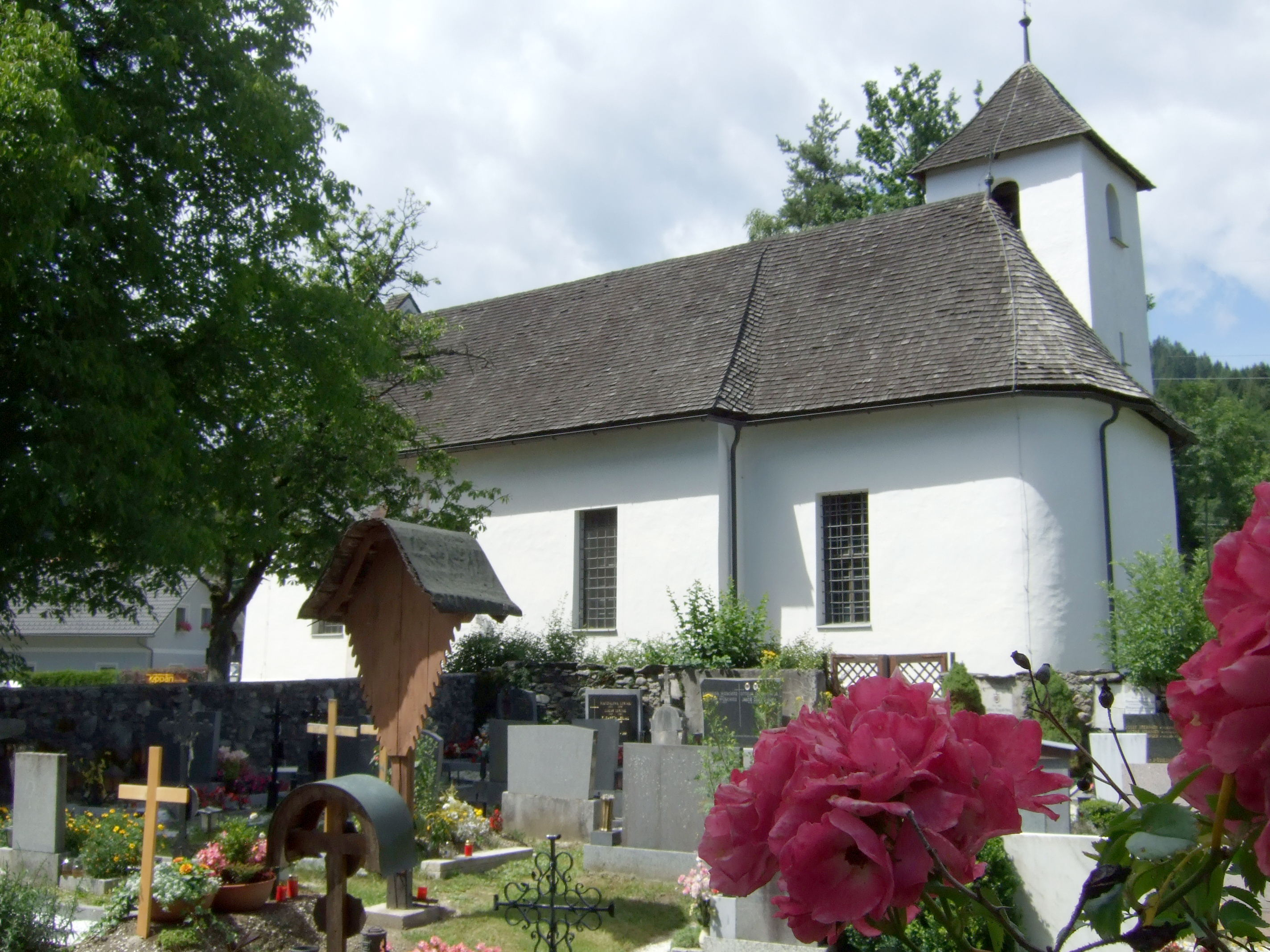
Filialkirche Heiliger Vitus in Ebenfeld

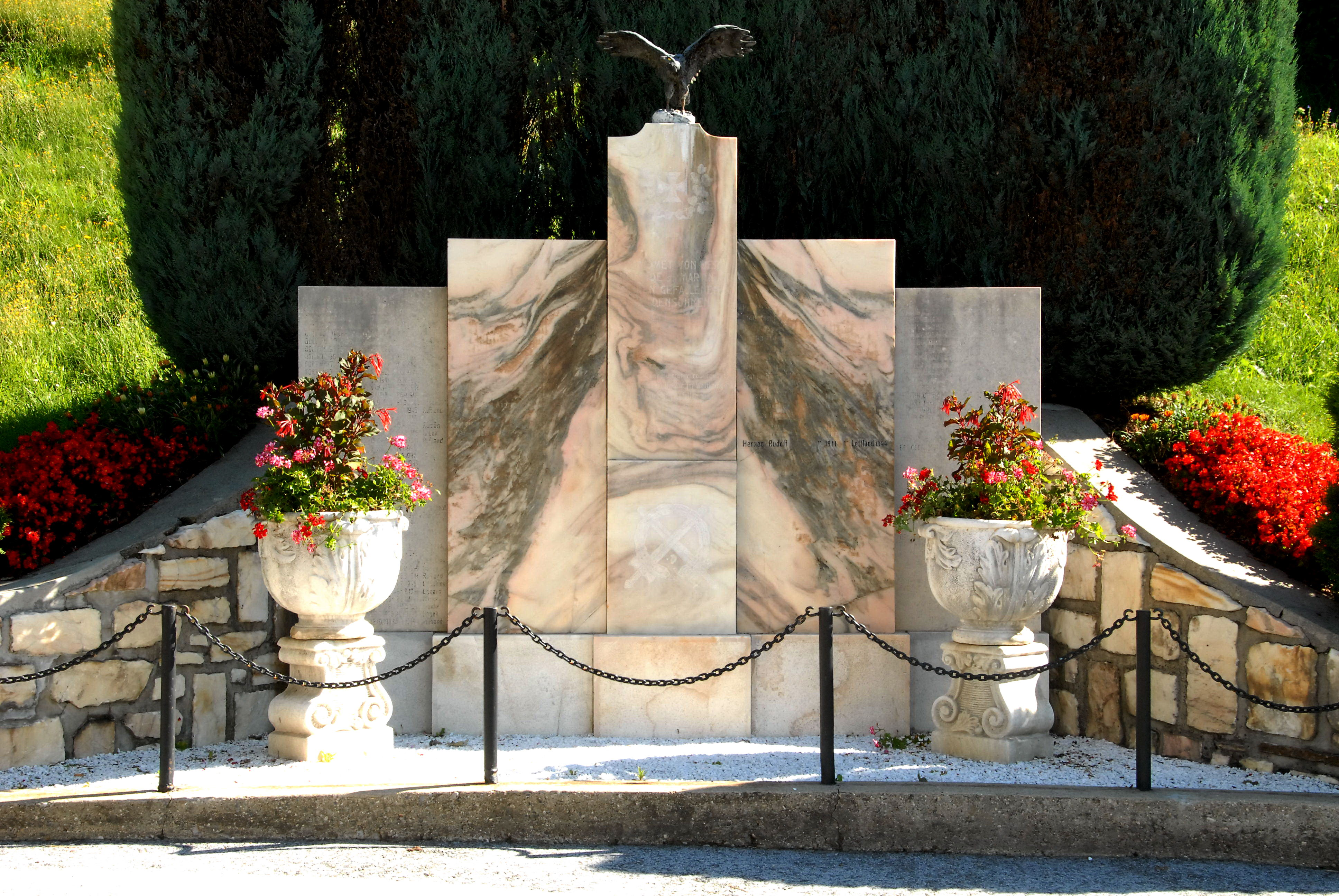
Kriegerdenkmal aus Pörtschacher Marmor in Sankt Martin

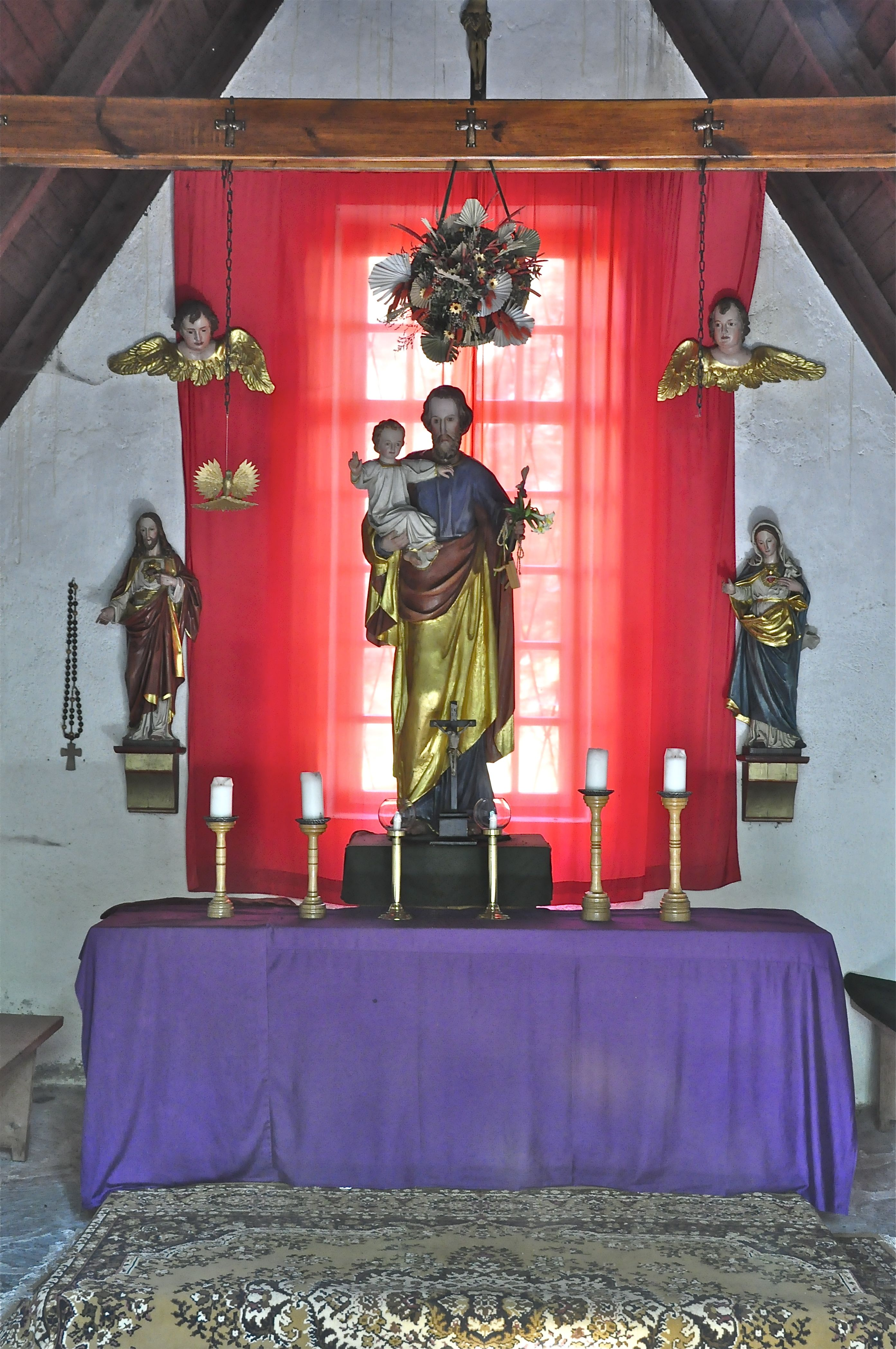
Altar der Sankt Josefi Waldkapelle

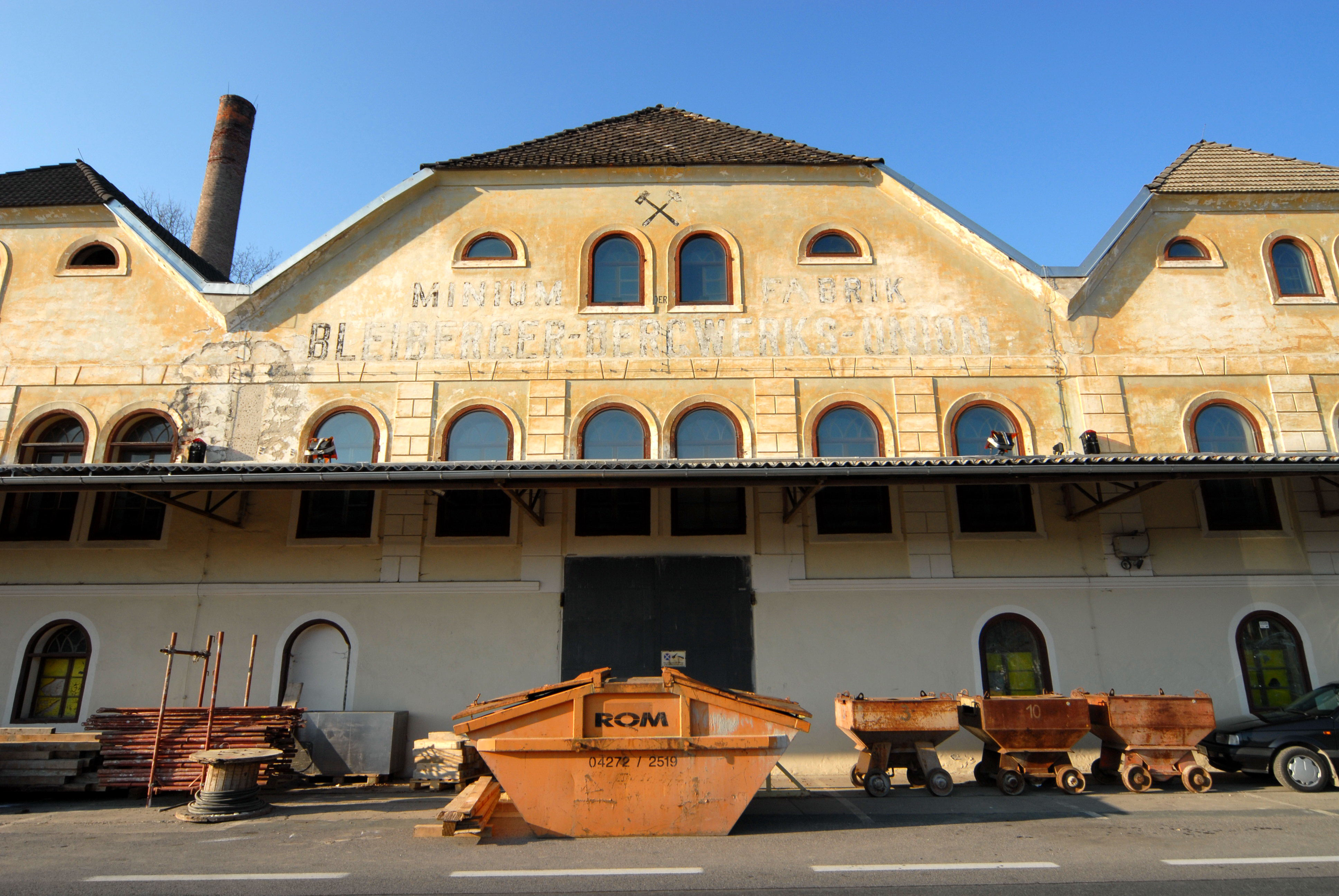
„Die Fabrik“ in Saag

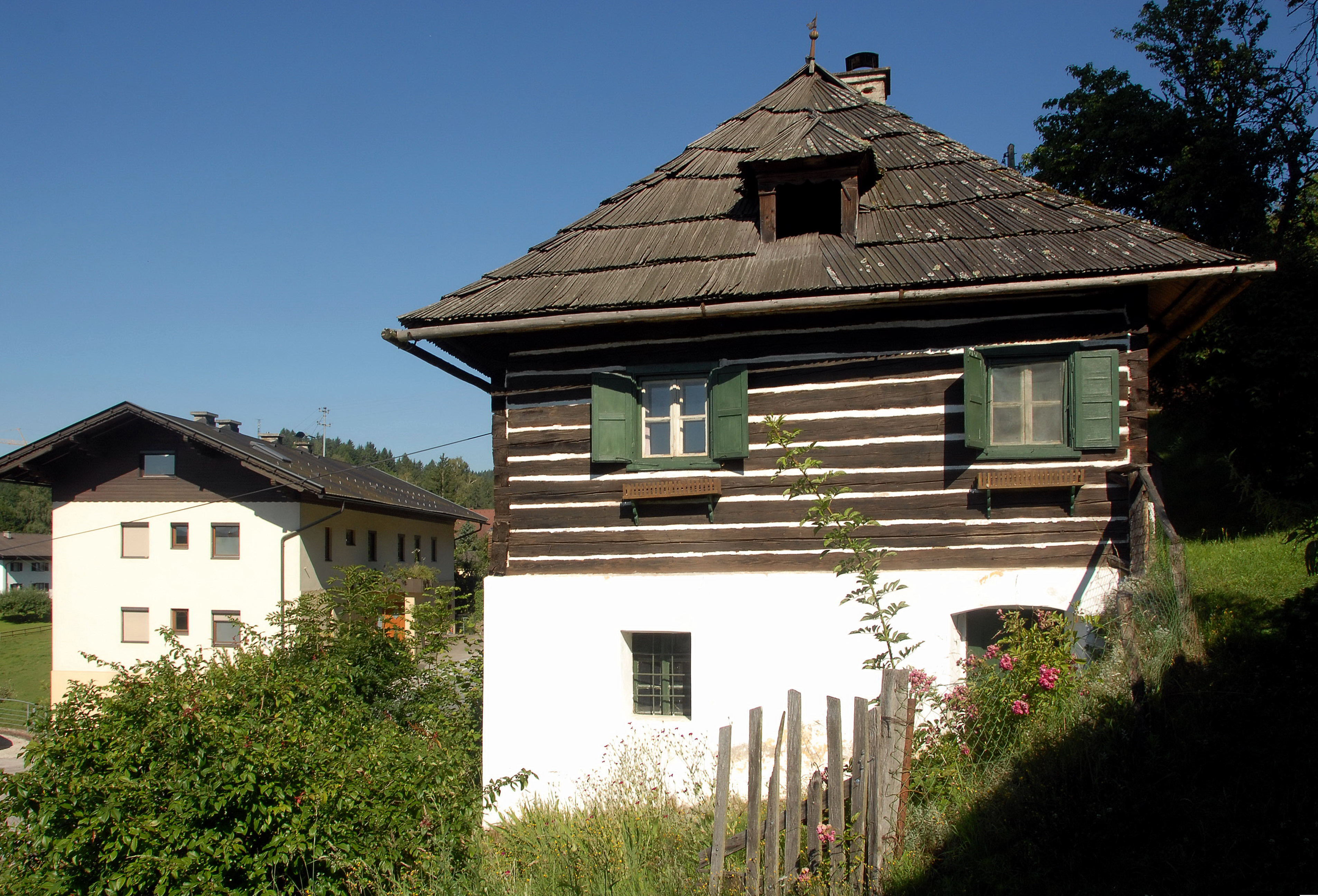
Kaplanei in Sankt Martin

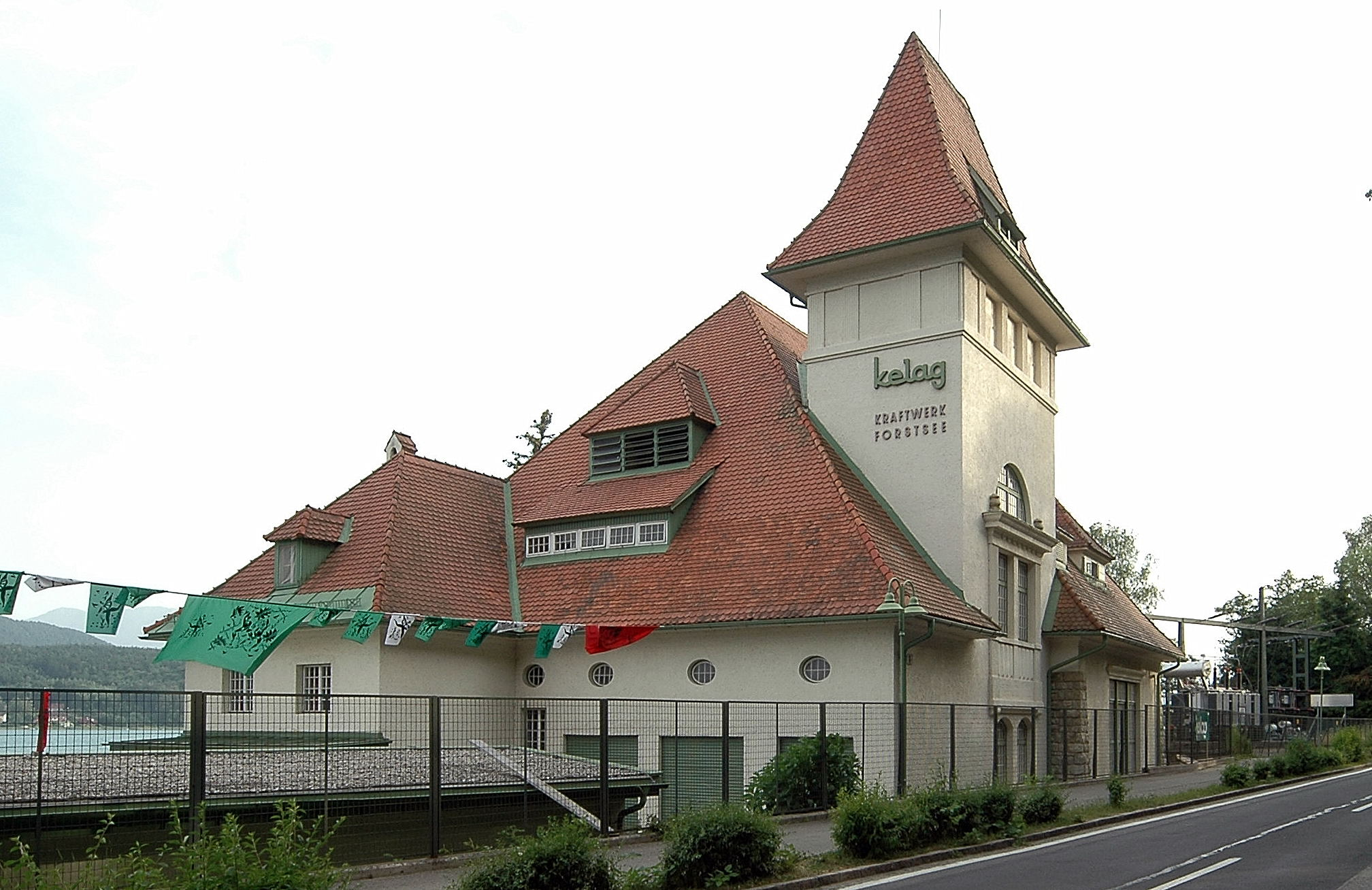
Kraftwerk Forstsee

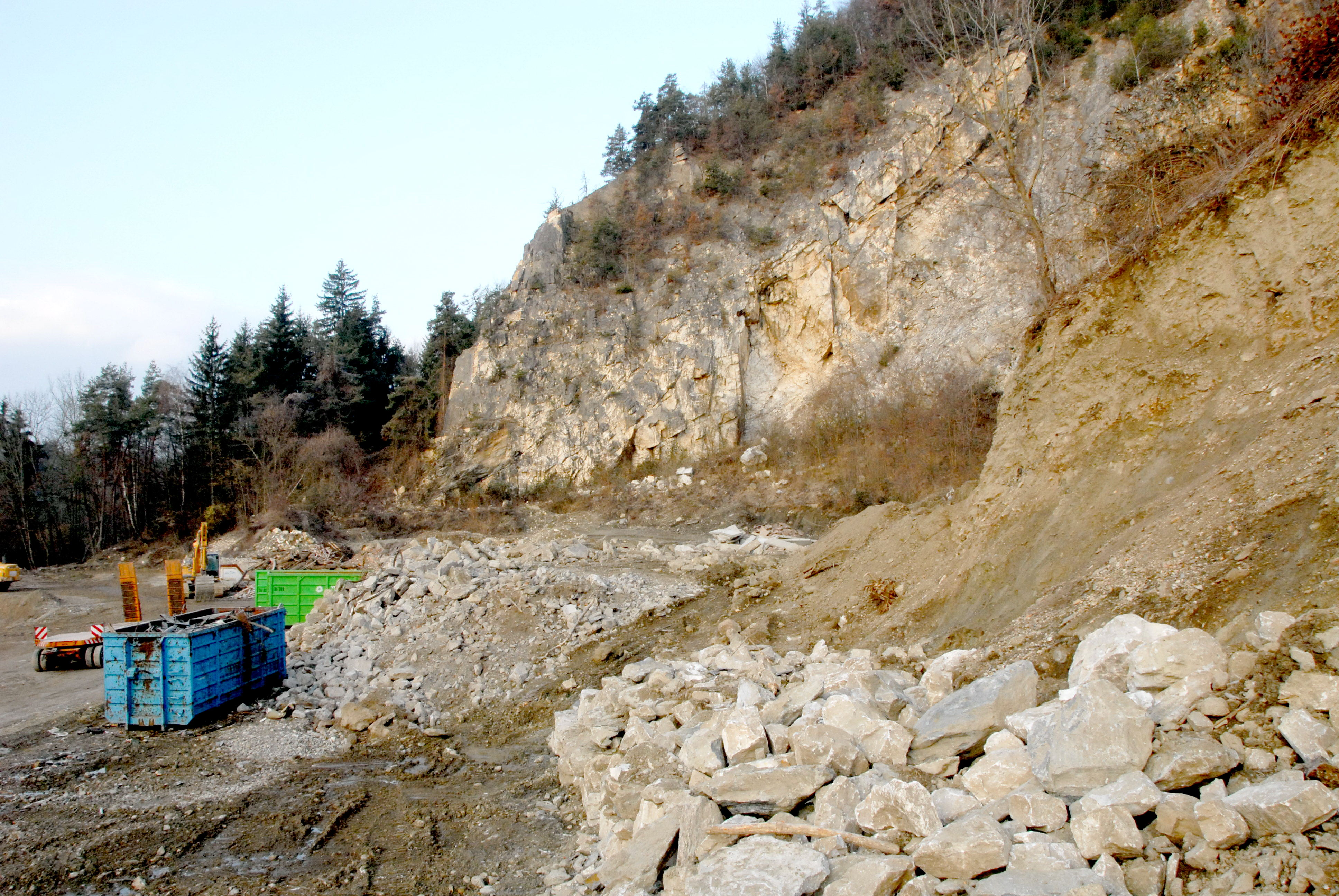
Marmorsteinbruch in Töschling

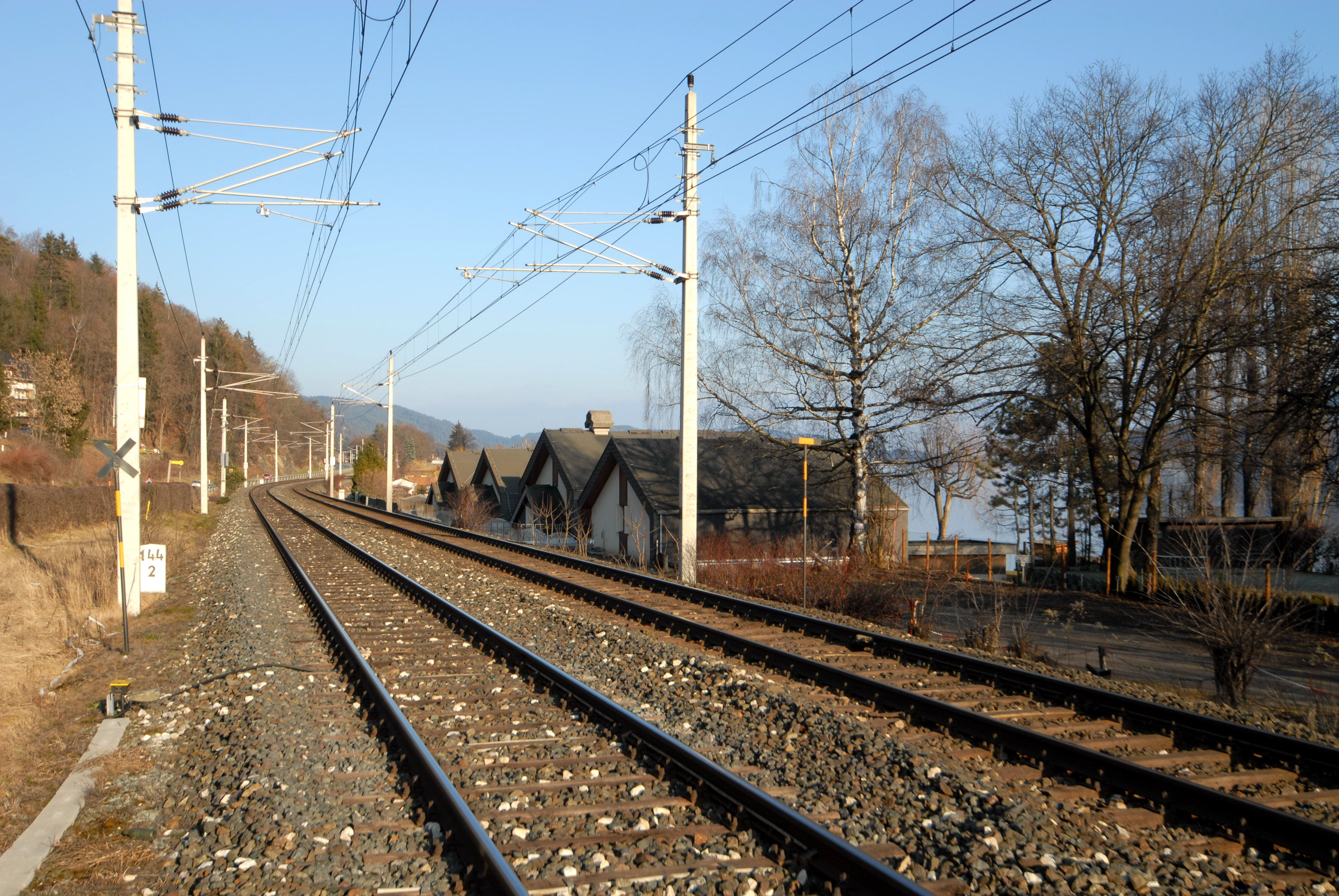
Südbahn Klagenfurt–Villach im Bereich Saag

### Gemeindegliederung
Techelsberg ist in die vier Katastralgemeinden St. Bartlmä (Šentjernej na Gori), St. Martin am Techelsberg (Šmartin), Tibitsch (Tibiče) und Trabenig-Ebenfeld (Trabenče) gegliedert. Das Gemeindegebiet umfasst 17 Ortschaften (mit den jeweiligen autochthonen slowenischen Entsprechungen nach Zdovc und in Klammern Einwohnerzahl Stand 1. Jänner 2024):
- Arndorf / Varpovče (182)
- Ebenfeld / Ravne (32)
- Greilitz / Skrilje (53)
- Hadanig / Hodanjče (69)
- Karl / Karov (38)
- Pavor / Pafor (52)
- Pernach / Podobje (68)
- Saag / Žaga (62)
- Sankt Bartlmä / Gora oder Šentjernej na Gori (225)
- Sankt Martin am Techelsberg / Šmartin na Teholici (221)
- Schwarzendorf / Črnčiče (93)
- Sekull / Sekulče (399)
- Tibitsch / Tibiče (194)
- Töpriach / Toporje (106)
- Töschling / Došenče (256)
- Trabenig / Trabenče (45)
- Trieblach / Treblje (131)

Weitere Ortsteile sind die Rotten Hasendorf, Haslitz und Poredia.

### Nachbargemeinden
|        | Feldkirchen                                 |                        |
| Velden | Kompassrose, die auf Nachbargemeinden zeigt | Moosburg               |
|        | Schiefling am Wörthersee                    | Pörtschach Maria Wörth |

## Geschichte
Im Bereich der Ortsteile Ebenfeld, Trabenig, Hadanig, Arndorf und Sankt Bartlmä verlief eine Römerstraße.
Die seit Mitte des 12. Jahrhunderts überlieferte Siedlung Tohelach nahm im Spätmittelalter den Namen des Patrons der Pfarrkirche St. Martin am Techelsberg an; deren erste urkundliche Erwähnung stammt aus dem Jahr 1319. Die heutige Filialkirche Hl. Bartholomäus in der Ortschaft St. Bartlmä wurde 1363 erstmals genannt. Die slowenischen Inschriften aus dem Barock sind bedeutende Denkmäler der slowenischen lokalen und überregionalen Kulturgeschichte.
Der Pfarrsprengel von St. Martin deckte sich bis 1848 mit dem Westteil des Landgerichtes Leonstein, aus ihm konstituierte sich im Jahr 1850 die Ortsgemeinde St. Martin am Techelsberg. Abgesehen von einer Umgemeindung von 53 ha nach Velden 1973 blieb das Gemeindegebiet bis heute konstant. Der Gemeindename wurde 1939 in „Techelsberg“ geändert und 1968 durch den Zusatz „am Wörther See“ ergänzt.

### Staatsbürgerschaft, Religion
Laut Volkszählung 2001 hat Techelsberg am Wörther See 2059 Einwohner, davon besitzen 96,2 % die österreichische und 2,0 % die deutsche Staatsbürgerschaft. 83,1 % der Bevölkerung bekennen sich zur römisch-katholischen und 5,0 % zur evangelischen Kirche, als konfessionslos bezeichnen sich 8,3 %.

### Bevölkerungsentwicklung
| Techelsberg am Wörther See: Einwohnerzahlen von 1869 bis 2024 | Techelsberg am Wörther See: Einwohnerzahlen von 1869 bis 2024 | Techelsberg am Wörther See: Einwohnerzahlen von 1869 bis 2024 | Techelsberg am Wörther See: Einwohnerzahlen von 1869 bis 2024 | Techelsberg am Wörther See: Einwohnerzahlen von 1869 bis 2024 |
| ------------------------------------------------------------- | ------------------------------------------------------------- | ------------------------------------------------------------- | ------------------------------------------------------------- | ------------------------------------------------------------- |
| Jahr                                                          |                                                               |                                                               |                                                               | Einwohner                                                     |
| 1869                                                          | 1869                                                          |                                                               | 1.441                                                         | 1.441                                                         |
| 1880                                                          | 1880                                                          |                                                               | 1.397                                                         | 1.397                                                         |
| 1890                                                          | 1890                                                          |                                                               | 1.536                                                         | 1.536                                                         |
| 1900                                                          | 1900                                                          |                                                               | 1.495                                                         | 1.495                                                         |
| 1910                                                          | 1910                                                          |                                                               | 1.420                                                         | 1.420                                                         |
| 1923                                                          | 1923                                                          |                                                               | 1.310                                                         | 1.310                                                         |
| 1934                                                          | 1934                                                          |                                                               | 1.564                                                         | 1.564                                                         |
| 1939                                                          | 1939                                                          |                                                               | 1.524                                                         | 1.524                                                         |
| 1951                                                          | 1951                                                          |                                                               | 1.796                                                         | 1.796                                                         |
| 1961                                                          | 1961                                                          |                                                               | 1.794                                                         | 1.794                                                         |
| 1971                                                          | 1971                                                          |                                                               | 1.860                                                         | 1.860                                                         |
| 1981                                                          | 1981                                                          |                                                               | 1.902                                                         | 1.902                                                         |
| 1991                                                          | 1991                                                          |                                                               | 1.976                                                         | 1.976                                                         |
| 2001                                                          | 2001                                                          |                                                               | 2.059                                                         | 2.059                                                         |
| 2011                                                          | 2011                                                          |                                                               | 2.229                                                         | 2.229                                                         |
| 2021                                                          | 2021                                                          |                                                               | 2.227                                                         | 2.227                                                         |
| 2024                                                          | 2024                                                          |                                                               | 2.226                                                         | 2.226                                                         |
| Quelle(n): Statistik Austria, Gebietsstand 1.1.2021           |                                                               |                                                               |                                                               |                                                               |

## Kultur und Sehenswürdigkeiten

### Bauwerke
- Katholische Pfarrkirche St. Martin am Techelsberg: Die ursprünglich romanische Chorturmkirche wurde urkundlich 1319 erstmals erwähnt. In der Kirche sind bedeutende slowenische Inschriften aus dem Barock erhalten.[5][6]
- Die Kaplanei in Sankt Martin diente dem Kaplan als Wohnung. Der letzte Kaplan wurde 1854 angestellt. Heute wird die Kaplanei zu seelsorglichen Zwecken verwendet. Dieses Haus ist in Blockbauweise errichtet und kann auf ein Alter von 500 Jahren geschätzt werden. Die Kaplanei wurde am 30. Juli 2002 unter Denkmalschutz gestellt.
- Die von Friedhofsmauern umgebene Filialkirche Heiliger Bartholomäus in Sankt Bartlmä wurde urkundlich erstmals 1363 erwähnt und ist ein gotischer Bau mit östlichem Dachreiter.
- Die Filialkirche Hl. Georg in Tibitsch wurde 1616 urkundlich erstmals erwähnt. Der kleine barocke Bau ist mit eingezogenem polygonalem Chor und östlichem Dachreiter ausgestattet. In der Kirche sind bedeutende slowenische Inschriften aus dem Barock erhalten.[7][8]
- Die Filialkirche Heiliger Vitus in Ebenfeld ist ein schlichter Bau des 18. Jahrhunderts mit einem Christophorus-Fresko an der südlichen Schiffaußenwand
- Die Kapelle Hl. Josef in Tibitsch befindet sich im Wald östlich des Forstsees. Sie wurde 1958/59 errichtet, hat ein steiles Satteldach und beherbergt zahlreiche Votivbilder und Schnitzfiguren des 19. Jahrhunderts.
- Das Tschachonigkreuz am Ostrand von Arndorf wurde um 1499 errichtet. Es ist der größte Nischenbildstock Kärntens mit einer Höhe von rund 8 m und einer Tabernakelbreite von 2 m. Vier große Nischen mit Darstellungen des Heiligen Martin, Christus am Kreuz, Maria mit dem Kind, des Weinstockgeheimnisses, Engel und Heiligen. Der Giebel des Runddaches ist mit Fichtenschindeln gedeckt, gekrönt von einem Stern mit dem Christusmonogramm IHS. Der kostbare Bildstock wurde am 17. Februar 1993 unter besonderen Denkmalschutz gestellt.[9]
- Das Kraftwerk Forstsee ist ein Wasserkraftwerk, das im Jahr 1925 als erstes Speicherkraftwerk Kärntens in Betrieb gegangen ist. Das von Franz Baumgartner geplante Krafthaus, das am Ufer des Wörthersees liegt, steht seit 1998 unter Denkmalschutz. Betreiber des Kraftwerks ist die KELAG.

### Marmorsteinbruch
In der Vergangenheit wurde der sogenannte Pörtschacher Marmor abgebaut, der inzwischen erschöpft ist. Der Steinbruch ist dennoch nach wie vor im Betrieb und von der Südautobahn deutlich zu sehen. Pörtschacher Marmor ist weiß mit rosa Schlieren. Dieser Stein wurde in Klagenfurt an vielen Stellen verbaut, am deutlichsten im Lendhafen. Da sich auf der ganzen Welt kein identisch gemusterter Marmor gefunden hat, erzielen Gegenstände aus Pörtschacher Marmor in Klagenfurt Liebhaberpreise.
Am westlichen Ende des ehemaligen Steinbruchs befindet sich heute der Klettergarten Töschling, welcher auch im Kletterführer Klettern in Kärnten und Osttirol beschrieben ist.

### Saager Fabrik und Strandbad
Die ehemalige Miniumfabrik, die seit dem 19. Jahrhundert einen wichtigen Wirtschaftsfaktor für die Gemeinde bildete, wurde in den 1990er Jahren stillgelegt und fungiert derzeit während der Sommermonate als Event-Diskothek, genannt „Die Fabrik“. Bekanntestes Fest im Juli ist die Fete Blanche, zu der alle Besucher in Weiß gekleidet erscheinen müssen.
Gegenüber der Fabrik gibt es das „Bad Sag“ im Eigentum der SIG (Seeimmobiliengesellschaft).
Am Forstsee, der von Saag aus über eine Straße, die nach Trabenig hinauf führt, erreichbar ist, ist das Baden ebenfalls möglich.

## Wirtschaft und Infrastruktur
Die am Wörthersee gelegenen Ortschaften Töschling bzw. Sekull haben mittlerweile – wenn auch im Vergleich zu den Nachbargemeinden Velden und Pörtschach erst recht spät – Anschluss an den Sommerfremdenverkehr gefunden, in den stark bewaldeten Ortschaften des Hinterlandes der Gemeinde dominiert immer noch die Land- und Forstwirtschaft.

### Wirtschaftssektoren
Die folgende Tabelle zeigt die Entwicklung der Anzahl der Betriebe und der Beschäftigten in den Wirtschaftssektoren:
| Wirtschaftssektor            | Anzahl Betriebe | Anzahl Betriebe | Anzahl Betriebe | Erwerbstätige | Erwerbstätige | Erwerbstätige |
| Wirtschaftssektor            | 2021            | 2011            | 2001            | 2021          | 2011          | 2001          |
| ---------------------------- | --------------- | --------------- | --------------- | ------------- | ------------- | ------------- |
| Land- und Forstwirtschaft 1) | 41              | 105             | 117             | 46            | 48            | 18            |
| Produktion                   | 34              | 30              | 11              | 70            | 60            | 33            |
| Dienstleistung               | 128             | 97              | 49              | 311           | 301           | 159           |

1) Betriebe mit Fläche in den Jahren 2010 und 1999, Arbeitsstätten im Jahr 2021

### Verkehr
Durch das Gemeindegebiet führt die Süd Autobahn (A 2); die 2004 gebaute Autobahn-Raststätte „Wörthersee“ liegt auf Techelsberger Gemarkung. Parallel dazu verlaufen die Kärntner Straße (B 83) sowie die Bahnstrecke Klagenfurt – Villach (Bahnhof Töschling) entlang des Wörthersee-Nordufers.

### Vereine
- Singkreis Techelsberg-Wörthersee seit 1985
- Die Landjugend Techelsberg besteht seit 1956.
- Die Theatergruppe Techelsberg besteht seit 1987. Sie hat zum Jubiläum 2007 das Gemeindewappen verliehen bekommen.
- Die Brauchtumsgruppe Techelsberg besteht seit 1995. 2007 wurde der Verein mit der goldenen Brauchtumsnadel ausgezeichnet.
- Die Krampusgruppe Techelsberg besteht seit 1976.
- Die Blaskapelle Techelsberg wurde von Franz Uran 1980 gegründet. Kapellmeister (Stand 2010) ist Hirosh Nawa.

## Politik

### Gemeinderat
| Der Gemeinderat von Techelsberg hat 19 Mitglieder (seit 2003, davor 15). \| Jahr \| SPÖ \| ÖVP \| FPÖ \| BZÖ \| BLT \| Link \| \| --------------------- \| --- \| --- \| --- \| --- \| --- \| ---- \| \| Gemeinderatswahl 1985 \| 7 \| 7 \| 1 \| - \| - \| [15] \| \| Gemeinderatswahl 1991 \| 7 \| 6 \| 2 \| - \| - \| [15] \| \| Gemeinderatswahl 1997 \| 4 \| 9 \| 2 \| - \| - \| [16] \| \| Gemeinderatswahl 2003 \| 6 \| 8 \| 1 \| - \| 4 \| [17] \| \| Gemeinderatswahl 2009 \| 5 \| 9 \| - \| 3 \| 2 \| [18] \| \| Gemeinderatswahl 2015 \| 5 \| 11 \| 1 \| - \| 2 \| [19] \| \| Gemeinderatswahl 2021 \| 6 \| 10 \| 1 \| - \| 2 \| [20] \| | Hier fehlt eine Grafik, die leider im Moment aus technischen Gründen nicht angezeigt werden kann. Wir arbeiten daran! |     |     |     |     |        |
| Jahr | SPÖ | ÖVP | FPÖ | BZÖ | BLT | Link   |
| Gemeinderatswahl 1985 | 7 | 7   | 1   | -   | -   | [ 15 ] |
| Gemeinderatswahl 1991 | 7 | 6   | 2   | -   | -   | [ 15 ] |
| Gemeinderatswahl 1997 | 4 | 9   | 2   | -   | -   | [ 16 ] |
| Gemeinderatswahl 2003 | 6 | 8   | 1   | -   | 4   | [ 17 ] |
| Gemeinderatswahl 2009 | 5 | 9   | -   | 3   | 2   | [ 18 ] |
| Gemeinderatswahl 2015 | 5 | 11  | 1   | -   | 2   | [ 19 ] |
| Gemeinderatswahl 2021 | 6 | 10  | 1   | -   | 2   | [ 20 ] |

Direkt gewählter Bürgermeister ist Johann Koban (ÖVP).

### Wappen
Das Blau als Schildgrund des Wappens von Techelsberg bringt die Lage am Wörthersee zum Ausdruck, die drei Gegenstände beziehen sich auf den berühmtesten Bewohner der Gemeinde, den Chronisten Jakob Unrest, der 1466 in St. Stefan als Pfarrer eingesetzt wurde und um 1500 hier starb. Das aufgeschlagene Buch und die Gänsefeder sind Sinnbilder für den Chronisten, wobei die Gänsefeder gleichzeitig das Attribut des Pfarrpatrons, des heiligen Martin, ist. Der Türkensäbel erinnert an die verheerenden Einfälle der Türken zwischen 1473 und 1483 in Kärnten, die Unrest als Zeitzeuge detailreich geschildert hat.
Die Blasonierung des Wappens lautet: „In Blau ein silberner Türkensäbel schräg gekreuzt mit einer silbernen Gänsefeder, darüber ein silbernes aufgeschlagenes Buch.“
Wappen und Fahne wurden der Gemeinde am 29. Mai 1989 verliehen. Die Fahne ist Blau-Weiß mit eingearbeitetem Wappen.

## Persönlichkeiten

### Söhne und Töchter der Gemeinde
- Anton Uran (1920–1943), Wehrdienstverweigerer und Opfer des NS-Regimes[23]
- Adolf Stark (* 1950), Polizeibeamter und Politiker, Abgeordneter zum Kärntner Landtag und Bürgermeister von Maria Wörth

### Mit der Gemeinde verbundene Persönlichkeiten
- Jakob Unrest (* um 1430; † 1500), bedeutender Chronist des Spätmittelalters, wirkte als Pfarrer in St. Martin am Techelsberg und starb auch dort